# Heringsdorf
 For alternative betydninger, se Heringsdorf (flertydig). (Se også artikler, som begynder med Heringsdorf)
Heringsdorf eller Ostseebad Heringsdorf (også Kaiserbad) er en badeby og kommune i det nordøstlige Tyskland, beliggende ud til Østersøen på øen Usedom under Landkreis Vorpommern-Greifswald. Landkreis Vorpommern-Greifswald ligger i delstaten Mecklenburg-Vorpommern.
Kommunen blev dannet i januar 2005 af de tidligere kommuner Heringsdorf, Ahlbeck og Bansin. Indtil januar 2006 blev den kaldt Dreikaiserbäder, en reference til kejser Wilhelm 2. indtil 1918.
Siden 1990'erne har de tre byer kaldt sig Kaiserbad eller Kaiserbäder. De er sammen med den polske by Świnoujście et tyngdepunkt for turisme på den østlige del af Usedom. De tre sammenvoksede byer kaldes også „Die drei Schwestern“ (De tre søstre), og med Świnoujście har Heringsdorf en Strandpromenade på tolv kilometer.
Den fine sandstrand fra Świnoujście over Ahlbeck, Heringsdorf og Bansin strækker sig 42 km, gennemsnitligt 40 meter bred, helt til Peenemünde.
Byerne er præget af seværdige eksempler på badearkitektur, hoteller, pensionater og feriehuse.

## Geografi
Kommunen Heringsdorf ligger på den østlige del af øen Usedomved grænsen til den polske del af øen, mellem Østersøen mod nordøst, Schmollensee og Gothensee mod sydvest og Wolgastsee mod syd. De bebyggede områder ligger ca seks meter over havet.

## Inddeling
I kommunen ligger bydelene:
| - Seebad Ahlbeck - Seebad Heringsdorf - Seebad Bansin - Gothen | - Bansin Dorf - Neu Sallenthin - Alt Sallenthin - Sellin |